# Saint-Romain-de-Lerps
Pour les articles homonymes, voir Saint-Romain.
Saint-Romain-de-Lerps [sɛ̃ ʁɔmɛ̃ də lɛʁ] est une commune française située dans le département de l'Ardèche, en région Auvergne-Rhône-Alpes.
Ses habitants sont appelés les Lerpsois et les Lerpsoises.

## Géographie
La commune de Saint-Romain-de-Lerps se trouve à 13 kilomètres à l'ouest de Valence.

### Climat
Pour des articles plus généraux, voir Climat d'Auvergne-Rhône-Alpes et Climat de l'Ardèche.
En 2010, le climat de la commune est de type climat des marges montargnardes, selon une étude du CNRS s'appuyant sur une série de données couvrant la période 1971-2000. En 2020, Météo-France publie une typologie des climats de la France métropolitaine dans laquelle la commune est dans une zone de transition entre le climat de montagne et le climat méditerranéen et est dans la région climatique  Moyenne vallée du Rhône, caractérisée par un bon ensoleillement en été (fraction d’insolation > 60 %), une forte amplitude thermique annuelle (4 à 20 °C), un air sec en toutes saisons, orageux en été, des vents forts (mistral), une pluviométrie élevée en automne (250 à 300 mm). 
Pour la période 1971-2000, la température annuelle moyenne est de 10,4 °C, avec une amplitude thermique annuelle de 17 °C. Le cumul annuel moyen de précipitations est de 944 mm, avec 7,7 jours de précipitations en janvier et 5,9 jours en juillet. Pour la période 1991-2020, la température moyenne annuelle observée sur la station météorologique de Météo-France la plus proche, « Colombier Jeune Rad », sur la commune de Colombier-le-Jeune à 8 km à vol d'oiseau, est de 11,6 °C et le cumul annuel moyen de précipitations est de 965,0 mm,. Pour l'avenir, les paramètres climatiques de la commune estimés pour 2050 selon différents scénarios d'émission de gaz à effet de serre sont consultables sur un site dédié publié par Météo-France en novembre 2022.

## Urbanisme

### Typologie
Au 1er janvier 2024, Saint-Romain-de-Lerps est catégorisée commune rurale à habitat dispersé, selon la nouvelle grille communale de densité à 7 niveaux définie par l'Insee en 2022.
Elle est située hors unité urbaine. Par ailleurs la commune fait partie de l'aire d'attraction de Valence, dont elle est une commune de la couronne,. Cette aire, qui regroupe 71 communes, est catégorisée dans les aires de 200 000 à moins de 700 000 habitants,.

### Occupation des sols
L'occupation des sols de la commune, telle qu'elle ressort de la base de données européenne d’occupation biophysique des sols Corine Land Cover (CLC), est marquée par l'importance des territoires agricoles (51,2 % en 2018), en diminution par rapport à 1990 (53,6 %). La répartition détaillée en 2018 est la suivante : 
zones agricoles hétérogènes (47,1 %), forêts (46 %), prairies (4 %), zones urbanisées (2,8 %).
L'évolution de l’occupation des sols de la commune et de ses infrastructures peut être observée sur les différentes représentations cartographiques du territoire : la carte de Cassini (XVIIIe siècle), la carte d'état-major (1820-1866) et les cartes ou photos aériennes de l'IGN pour la période actuelle (1950 à aujourd'hui).

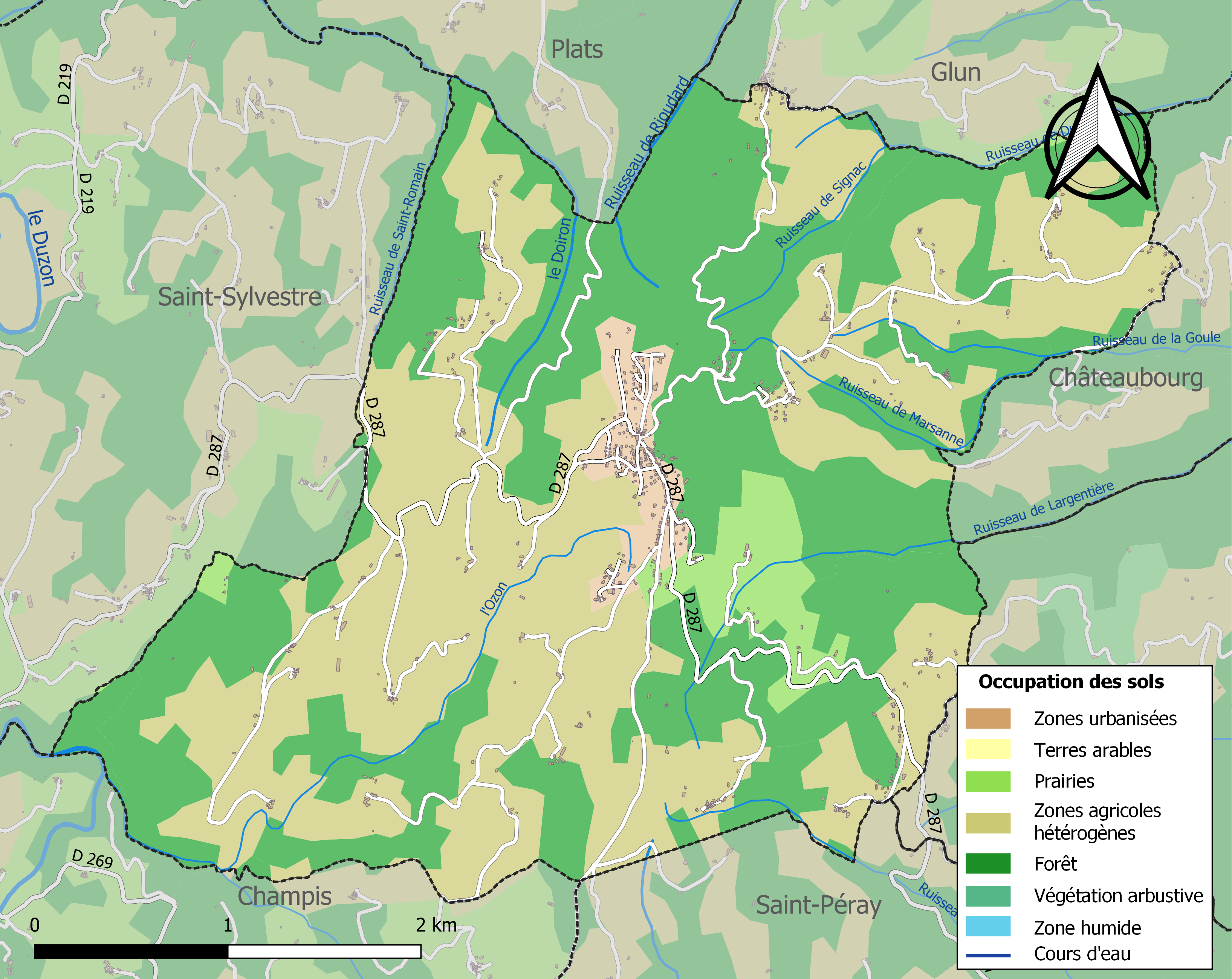
Carte des infrastructures et de l'occupation des sols de la commune en 2018 (CLC).

## Toponymie
Saint-Romain: évêque de Rouen, mort en 639 ou celui de Blaye (XIVe) invoqué par les mariniers du Rhône en vue du Pic.
Le déterminant Lerps (Romanus de heremos au XIIIe siècle) est dérivé du mot gaulois erm. Le latin classique utilisait un mot hérité du grec eremus pour désigner le désert, la solitude. Eremus a gardé ce sens de désert, de solitude, d’ermitage, mais, parallèlement, est apparu le sens rural de « lande stérile », en bas latin herma terra. Le latin chrétien a emprunté au grec le terme « ermite », « celui qui vit dans la solitude » ou du grec "herpe" qui désignerait une ancienne léproserie.

## Politique et administration

### Administration municipale
Le nombre d'habitants de la commune étant compris entre 500 et 1 500, le nombre de membres du conseil municipal est de 15.

### Liste des maires
| Période                                  | Période                     | Identité     | Étiquette | Qualité       |
| ---------------------------------------- | --------------------------- | ------------ | --------- | ------------- |
| Les données manquantes sont à compléter. |                             |              |           |               |
| mars 2001                                | mars 2008                   | Yves Courbis |           |               |
| mars 2008                                | En cours (au 24 avril 2014) | Michel Bret  | DVD       | Fonctionnaire |

## Population et société

### Démographie

#### Évolution démographique
L'évolution du nombre d'habitants est connue à travers les recensements de la population effectués dans la commune depuis 1793. Pour les communes de moins de 10 000 habitants, une enquête de recensement portant sur toute la population est réalisée tous les cinq ans, les populations de référence des années intermédiaires étant quant à elles estimées par interpolation ou extrapolation. Pour la commune, le premier recensement exhaustif entrant dans le cadre du nouveau dispositif a été réalisé en 2008.

En 2022, la commune comptait 989 habitants, en évolution de +15,54 % par rapport à 2016 (Ardèche : +2,48 %, France hors Mayotte : +2,11 %).
| 1793 | 1800 | 1806 | 1821 | 1831 | 1836 | 1841 | 1846 | 1851 |
| ---- | ---- | ---- | ---- | ---- | ---- | ---- | ---- | ---- |
| 548  | 429  | 519  | 542  | 502  | 510  | 447  | 502  | 597  |

| 1856 | 1861 | 1866 | 1872 | 1876 | 1881 | 1886 | 1891 | 1896 |
| ---- | ---- | ---- | ---- | ---- | ---- | ---- | ---- | ---- |
| 652  | 658  | 663  | 677  | 694  | 691  | 676  | 642  | 594  |

| 1901 | 1906 | 1911 | 1921 | 1926 | 1931 | 1936 | 1946 | 1954 |
| ---- | ---- | ---- | ---- | ---- | ---- | ---- | ---- | ---- |
| 521  | 530  | 527  | 443  | 482  | 472  | 462  | 410  | 350  |

| 1962 | 1968 | 1975 | 1982 | 1990 | 1999 | 2006 | 2008 | 2013 |
| ---- | ---- | ---- | ---- | ---- | ---- | ---- | ---- | ---- |
| 292  | 342  | 346  | 415  | 477  | 540  | 671  | 708  | 805  |

| 2018 | 2022 | - | - | - | - | - | - | - |
| ---- | ---- | - | - | - | - | - | - | - |
| 891  | 989  | - | - | - | - | - | - | - |

#### Pyramide des âges
En 2021, le taux de personnes d'un âge inférieur à 30 ans s'élève à 36,3 %, soit au-dessus de la moyenne départementale (29,7 %). À l'inverse, le taux de personnes d'âge supérieur à 60 ans est de 21,6 % la même année, alors qu'il est de 32,8 % au niveau départemental.
En 2021, la commune comptait 457 hommes pour 482 femmes, soit un taux de 51,33 % de femmes, légèrement supérieur au taux départemental (51,22 %).
Les pyramides des âges de la commune et du département s'établissent comme suit :
| Hommes | Classe d’âge | Femmes |
| ------ | ------------ | ------ |
| 0,0    | 90 ou +      | 0,2    |
| 5,7    | 75-89 ans    | 6,2    |
| 17,4   | 60-74 ans    | 14,0   |
| 19,9   | 45-59 ans    | 16,3   |
| 24,8   | 30-44 ans    | 23,1   |
| 8,3    | 15-29 ans    | 14,0   |
| 23,9   | 0-14 ans     | 26,2   |

| Hommes | Classe d’âge | Femmes |
| ------ | ------------ | ------ |
| 1      | 90 ou +      | 2,5    |
| 9      | 75-89 ans    | 11,4   |
| 20,8   | 60-74 ans    | 21,1   |
| 21,2   | 45-59 ans    | 20,3   |
| 16,9   | 30-44 ans    | 16,5   |
| 14,2   | 15-29 ans    | 12,6   |
| 17     | 0-14 ans     | 15,6   |

### Enseignement
La commune est rattachée à l'académie de Grenoble.

### Cultes

#### Culte catholique
La communauté catholique de Saint-Romain-de-Lerps est rattachée à la paroisse « Saint-Pierre de Crussol », elle-même rattachée au diocèse de Viviers.

## Culture locale et patrimoine

### Lieux et monuments

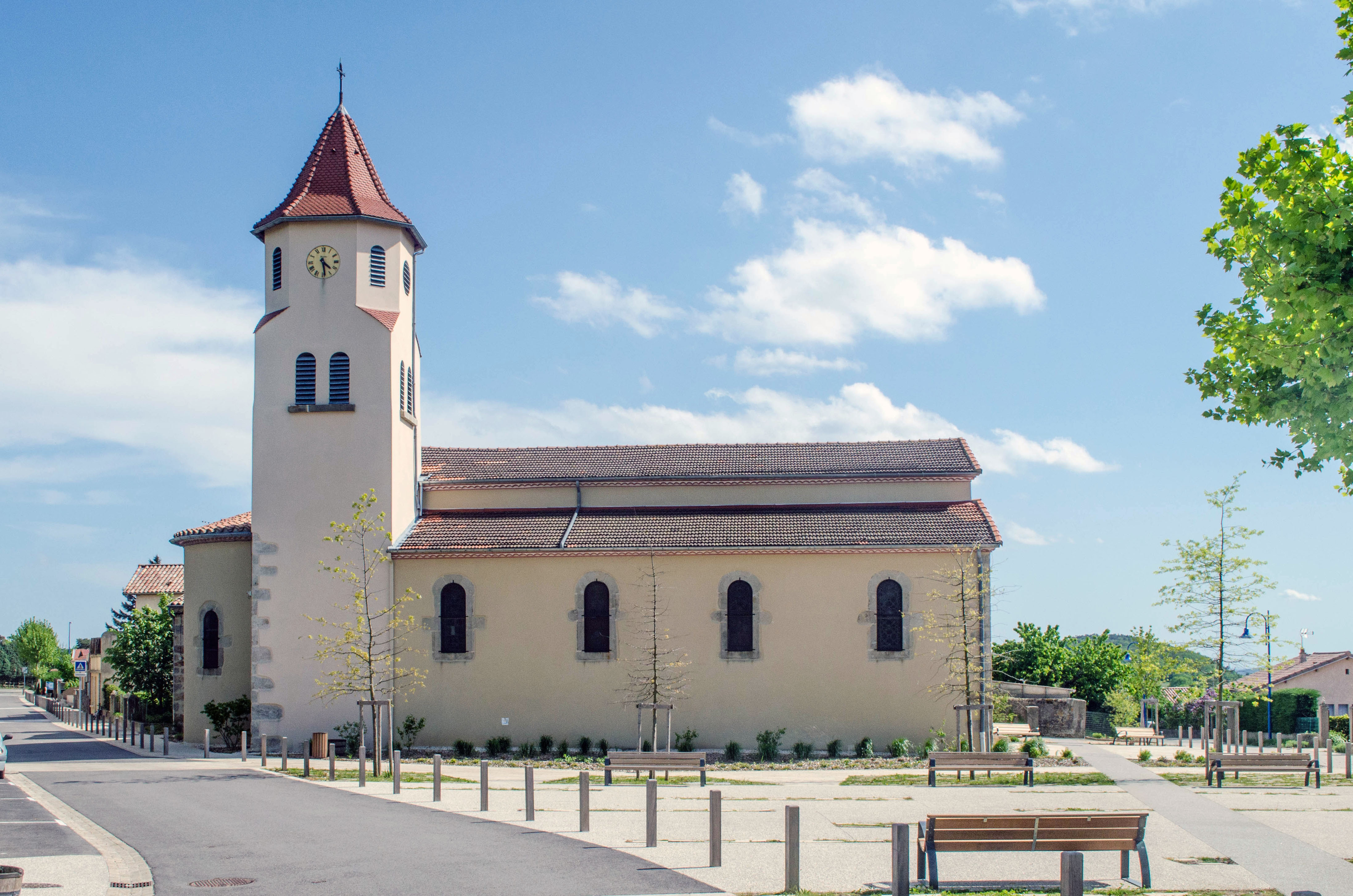
L'église.

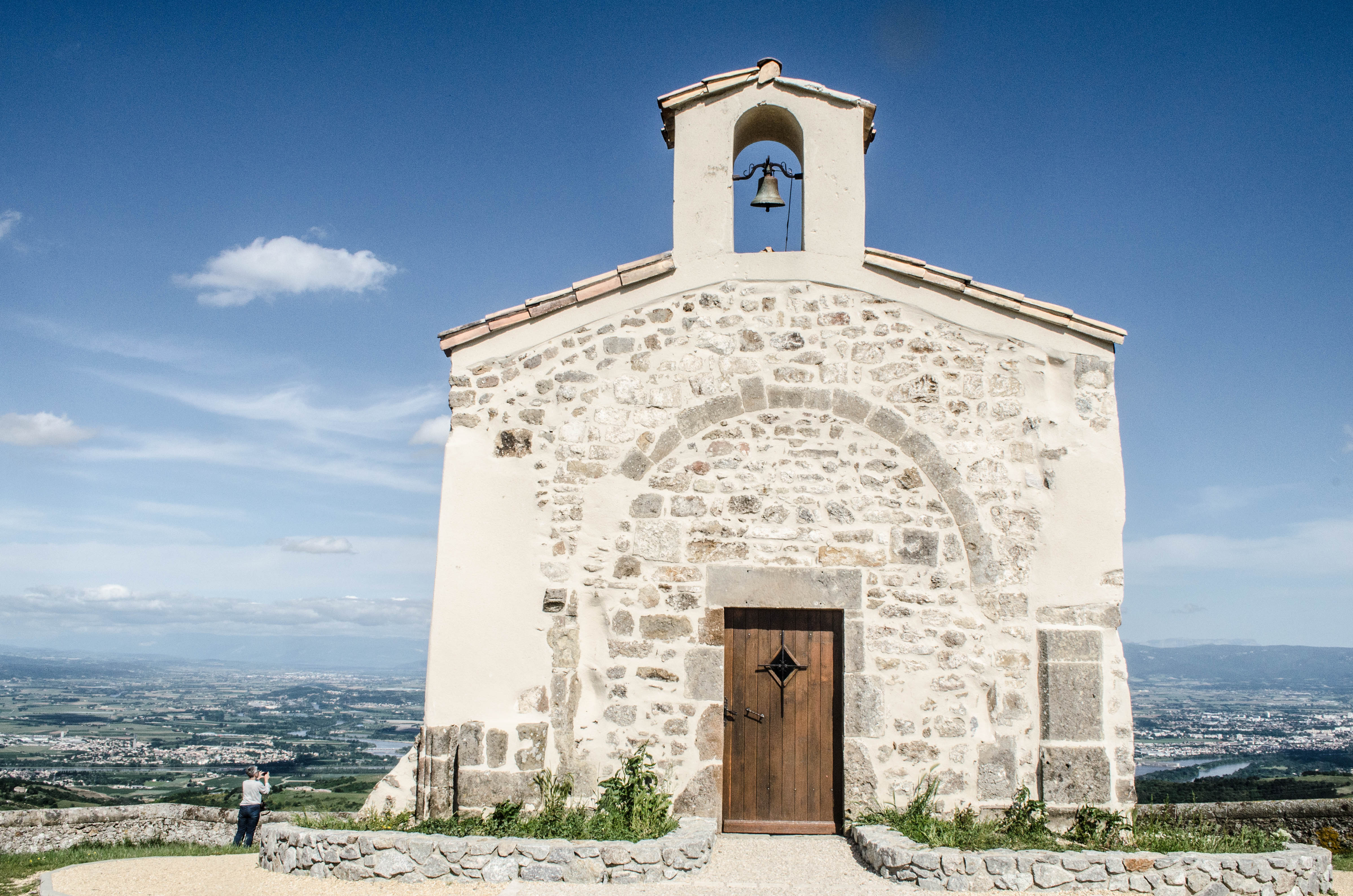
Chapelle du Pic.

- Le Pic, sommet du village, offre un panorama grandiose sur la vallée du Rhône et les collines du Vivarais illustré par deux tables d'orientation. Selon la légende, et par temps clair, la vue donne sur 13 départements et on distingue le mont Blanc. Une chapelle romane occupe également les lieux.
- Les ruines du château Durtail.
- Église Saint-Romain de Saint-Romain-de-Lerps.
- Chapelle Notre-Dame-de-l'Assomption du Pic.
- Chaque année en avril à Saint-Romain-de-Lerps a lieu « La Ronde des Fours ». C'est une animation autour des vieux fours à pain qui sont remis en activité un jour par an, grâce aux bénévoles de l'association AIR & Tourisme et à des boulangers heureux de faire revivre ce petit patrimoine rural. Le pain cuit au four est offert en dégustation avec des produits locaux.

### Héraldique
|  | Saint-Romain-de-Lerps possède des armoiries dont l'origine et le blasonnement exact ne sont pas disponibles. |